# River Gee
El comtat de River Gee és un comtat localitzat al sud de Libèria, un dels quinze que formen el primer nivell de la divisió administrativa del país. La ciutat de Fish és la capital del comtat.
River Gee comprèn una superfície total de 5.113 km². En el Cens de l'any 2008 el comtat tenia 67.318 persones, sent el tercer comtat menys habitat del país. És el desè comtat més gran en grandària, que confina amb el comtat de Sinoe, a l'oest; amb el de Grand Gedeh, al nord; i amb Grand Kru i el comtat de Maryland, al sud. La part de l'est de River Gee limita amb Costa d'Ivori, al llarg del tram inferior del riu Cavalla.
Creat el 2000, l'actual superintendent del comtat és J. Karku Sampson.

## Districtes
Els districtes de River Gee (i la població de 2008) són els següents:
- Districte de Chedepo (10.518 hab.)
- Districte de Gbeapo (10.934 hab.)
- Districte de Glaro (4.992 hab.)
- Districte de Karforh (5.956 hab.)
- Districte de Nyenawliken (5.159 hab.)
- Districte de Nyenebo (5.703 hab.)
- Districte de Potupo (7.337 hab.)
- Districte de Sarbo (5.320 hab.)
- Districte de Tuobo (4.868 hab.)

## Població
Segons el Cens del 2008, el comtat de River Gee tenia 74.800 residents, incloent milers de persones que van escapar a Libèria durant el conflicte de Costa d'Ivori durant el 2002. Aproximadament el 92% dels habitants del comtat treu la majoria del seu ingrés de la producció agrícola. L'arròs és la collita principal a River Gee. Altres collites importants inclouen la yuca i plàtans.